# Tatria biremis
Tatria biremis is een lintworm (Platyhelminthes; Cestoda). De worm is tweeslachtig. De soort leeft als parasiet in andere dieren.
Het geslacht Tatria, waarin de lintworm wordt geplaatst, wordt tot de familie Amabiliidae gerekend. De wetenschappelijke naam van de soort werd voor het eerst geldig gepubliceerd in 1904 door Kowalewski.